# Joannida (Koryppus)
Joannida – epos Flawiusza Kreskoniusza Koryppusa, opowiadający o wojnach libijskich, w których Rzymianie pod dowództwem Jana Troglity zwyciężali zbuntowanych Maurów. Utwór składa się z ośmiu ksiąg. Został napisany heksametrem daktylicznym. Utwór powstał około roku 550. Na język polski dzieło przełożył prozą Bartosz Jan Kołoczek. Przekład ukazał się w 2016.